# Радослава Славчева
Радослава Славчева (болг. Радослава Славчева; нар. 18 липня 1984, Велико-Тирново, Болгарія) — болгарська футболістка, захисниця польського клубу «Медик» (Конин). Майстер спорту України.

## Клубна кар'єра
Футболом розпочала займатися в команді рідного міста, «Бояркі». Влітку 2005 року приєдналася до столичного клубу LP Super Sport з вищого дивізіону болгарського чемпіонату. У єврокубках дебютувала 22 липня 2004 року в програному (0:3) поєдинку проти празької «Славії». Наступного року разом з командою виграла срібні нагороди болгарського чемпіонату, завдяки чому софійський клуб отримав можливість зіграти в кубку УЄФА. Загалом у футболці LP Super Sport зіграла 2 матчі в жіночому кубку УЄФА.
2006 році разом зі співвітчизницею Єлизаветою Тодоровою за 6000 доларів перейшла в луганську «Зорю-Спартак». Наступного року переїхала до «Нафтохіміка», у складі якого виграла чемпіонат України. Сезон 2008 року розпочала в «Іллічівці». У футболці маріупольського клубу дебютувала 6 травня того ж року в програному (1:2) виїзному поєдинку 1-о туру Вищої ліги проти харківського «Житлобуду-1». Славчева вийшла на поле в стартовому складі та відіграла увесь матч. Дебютним голом за «Іллічівку» відзначилася 4 липня 2008 року на 22-й хвилині переможного (1:0) домашнього поєдинку 8-о туру Вищої ліги проти «Ятраня-Берестівця». У складі «Іллчівки» відзначилася 2-а голами у Вищій лізі. У 2009 році виступала за грецький клуб «Амазонія» (Драма), у футболці якого виграла національний кубок.
По завершенні сезону 2008/09 років приєдналася до клубу першого дивізіону Польщі «Медик» (Конин), кольори якого захищає й донині. У польській Екстраклясі зіграла понад 100 матчів.

## Кар'єра в збірній
У футболці національної збірної Болгарії дебютувала 18 листопада 2000 року в переможному (5:0) поєдинку проти Естонії.

## Особисте життя
Освіту здобула у рідному місті. У 2003 році закінчила школу Еміліана Станєва, а у вересні 2007 року завершила навчання в Уіверситеті св. Кирила та Мефодія у Велико-Тирново.

## Досягнення
«LP Super Sport»
- Чемпіонат Болгарії
- Чемпіон (1): 2004

- Кубок Болгарії
  -  Володар (1): 2005

«Нафтохімік» (Калуш)
- Вища ліга чемпіонату України
  -  Чемпіон (1): 2007

«Амазонія»
- Кубок Греції
  -  Володар (1): 2009

«Медик» (Конин)
- Екстракляса
  -  Чемпіон (1): 2014/15, 2016/17
  -  Срібний призер (1): 2018/19

- Кубок Польщі
  -  Володар (2): 2016/17, 2018/19